# بتنز-له-مین
بتنز-له-مین (به فرانسوی: Battenans-les-Mines) یک کمون (فرانسه) در فرانسه است که در canton of Marchaux واقع شده‌است. بتنز-له-مین ۲٫۷۸ کیلومتر مربع مساحت دارد.